# Пољопривреда у Србији
Србија се налази на површини од укупно 8.840.000 хектара. Површина пољопривредног земљишта обухвата 5.734.000 хектара (0,56 ha по становнику), а на око 4.867.000 хектара те површине простире се обрадиво земљиште (0,46 ha по становнику). Око 70 одсто укупне територије Србије чини пољопривредно земљиште, док је 30 одсто под шумама.
Клима је умерено-континентална, а просечна температура у току године износи 11 до 12 °C. Просечна температура у јануару је од минус један до плус један степен, а у јуну 22 до 23 °C. Просечна годишња количина падавина износи 600 до 800 милиметара у равничарским пределима, а у планинским од 800 до 1.200 милиметара.
Повољни природни и климатски услови поспешују развој пољопривреде. Равничарски региони Војводине, Косова Поља, Метохије, Поморавља, Посавине, Тамнаве, Крушевачког и Лесковачког поља погодни су за механизовану ратарску и повртарску производњу.
Брдовити и брежуљкасти предели повољни су за развој воћарске, виноградарске и сточарске производње. Брдско-планинско подручје Златибора, Рудника, Старе планине, Копаоника и Шар-планине су погодни за развој овчарства, говедарства и шумарства.
У Републици Србији има укупно 1.305.426 пољопривредника који чине 17,3 одсто укупне популације.

## Производња важнијих пољопривредних производа
| Производ     | 1998          | 1999      | 2000      |
| Пшеница      | 2.631.655     | 2.030.746 | 1.924.385 |
| Кукуруз      | 4.953.408     | 6.126.428 | 2.937.537 |
| Сунцокрет    | 277.572       | 272.550   | 217.608   |
| Шећерна репа | 1.971.362     | 2.487.580 | 1.070.033 |
| Дуван        | 10.568        | 14.131    | 11.067    |
| Малине       | 63.796        | 64.680    | 55.999    |
| Јагоде       | 30.637        | 39.707    | 24.910    |
| Вишње        | 66.397        | 70.979    | 58.013    |
| Шљиве        | 464.649       | 379.569   | 351.307   |
| Грожђе       | 398.549       | 182.939   | 326.658   |
|              | у тонама      |           |           |
| Говеђе месо  | 98            | 97        | 103       |
| Овчије месо  | 19            | 17        | 19        |
|              | хиљада тона   |           |           |
| Вино         | 150.022       | 64.404    | 123.290   |
| Млеко        | 1.636.756     | 1.665.024 | 1.585.427 |
|              | хиљада литара |           |           |

Најразвијеније гране пољопривреде су сточарство (43 одсто) и ратарство (42 одсто), затим следи воћарство и виноградарство (12 одсто), а остале културе заступљене су са три одсто.
У Србији доминира породично газдинство и приватна својина, док просечна величина комерцијалне фарме (предузећа) износи од 500 до 700 хектара. Породично газдинство је врло испарцелисано, има изражену природну потрошњу и знатно нижи степен комерцијализације у односу на европске фарме.
Пољопривредно земљиште се обрађује са 425.000 двоосовинских трактора, 261.000 једноосовинских трактора, 25.000 комбајна и више од три милиона прикључних машина. Недовољно је развијена саобраћајна инфраструктура, а пољопривредне машине и опрема су амортизоване. Просечна старост трактора је 12, а комбајна 15 година.
Потрошња минералних ђубрива износи 36 килограма активне материје по хектару. Примена агрохемикалија је веома ниска и контролисана организованом мрежом редовне ветеринарске, фитосанитарне и санитарне контроле.
У Србији је систем за наводњавање инсталиран на 180.000 хектара, али се наводњава свега 30.000-40.000 хектара, што заједно  са баштама и неким новијим системима представља мање од 1% ораница које се наводњавају. До пре десетак година у Србији се наводњавало 190.000 хектара обрадивог земљишта. У Војводини се наводњавају веће површине него у Централној Србији, а повртарске културе наводњавају се и у Мачви, околини Лесковца, Неготинској низији и Поморављу. Већих улагања у систем наводњавања у Србији није било последњих 15-ак година, тако да је њихова старост око 25 година. Због овако малог процента наводњавања нису искоришћене могућности веће производње шећерне репе, сунцокрета, соје, поврћа и сточних крмива.
Свиње су најзаступљеније у сточном, а оранице и баште у земљишном фонду. Потенцијали ливада, пашњака и ораница нису довољно искоришћени за интензивнију и већу сточарску производњу.
У Србији постоји мрежа аграрних организација као што су коморе, задружни савези, стручне организације и фондови.
Према последњим подацима у Србији има 6.000 села.
У сеоским подручјима постоје бројне манифестације етнокултуре и етно-арта попут сајмова, изложби, сабора и разних такмичења...